# Hallstahammar (commune)
Pour l’article homonyme, voir Hallstahammar.
La commune de Hallstahammar est une commune suédoise du comté de Västmanland. Environ 16 420 personnes y vivent. Son chef-lieu se situe à Hallstahammar.

## Localités principales
- Hallstahammar
- Kolbäck
- Strömsholm
- Sörstafors